# Гуртовівка (пам'ятка природи)
Гуртові́вка — ботанічна пам'ятка природи місцевого значення в Україні. Об'єкт природно-заповідного фонду Харківської області. 
Розташована в межах Коломацького району Харківської області, поруч з південною околицею села Гуртовівка. 
Площа 2 га. Статус присвоєно згідно з рішенням облради від 21.03.1995 року. Перебуває у віданні: Різуненківська сільська рада. 
Статус присвоєно для збереження частини низинного торф'яника, де зростає релікт льодовикового періоду — пухівка піхвова та інші рідкісні види.